# Bob Riley (baloncestista)
Robert J. "Bob" Riley (Columbus, Ohio; 6 de julio de 1948) es un exjugador de baloncesto estadounidense que jugó una temporada en la NBA, otra en la CBA y diez más en la liga francesa. Con 2,06 metros de estatura, lo hacía en la posición de ala-pívot.

## Trayectoria deportiva

### Universidad
Jugó durante tres temporadas con los Mountaineers de la Universidad Mount St. Mary's, en las que promedió 10,1 puntos y 9,8 rebotes por partido. En su última temporada acabó con 17,4 puntos y 12,6 rebotes por encuentro, y figura entre los 10 mejores reboteadores de la historia de la universidad. Es, junto a Fred Carter, uno de los dos únicos Mountaineers en llegar a jugar en la NBA.

### Profesional
Fue elegido en la octogésimo segunda posición del Draft de la NBA de 1970 por Atlanta Hawks, con los que firmó contrato, pero únicamente disputó siete partidos en los que promedió 1,9 puntos y 1,7 rebotes.
Tras acabar la temporada en la CBA, al año siguiente fichó por el Caen Basket Calvados de la liga francesa, donde jugó 10 temporadas, entre 1971 y 1981.

## Estadísticas de su carrera en la NBA

### Temporada regular
| Temporada | Edad | Equipo        | Liga | Pos. | P | TIT | MIN | TC  | TCA | %TC  | 2P | 2PA | %2P | TL   | TLA | %TL | R.OF. | R.DEF. | REB | ASIS | ROB | TAP | PER | FP  | PTS |
| 1970-71   | 22   | Atlanta Hawks | NBA  |      | 7 |     | 5.6 | 0.6 | 1.3 | .444 |    | 0.6 | 1.3 | .444 | 0.7 | 1.3 | .556  |        |     | 1.7  | 0.1 |     |     | 0.7 | 1.9 |
| Total     |      |               | NBA  |      | 7 |     | 5.6 | 0.6 | 1.3 | .444 |    | 0.6 | 1.3 | .444 | 0.7 | 1.3 | .556  |        |     | 1.7  | 0.1 |     |     | 0.7 | 1.9 |